# الیس دابلیو. کارتر
الیس دابلیو. کارتر (انگلیسی: Ellis W. Carter؛ ۲ نوامبر ۱۹۰۶ – ۲۳ اکتبر ۱۹۶۴) فیلم‌بردار اهل ایالات متحده آمریکا بود.